# ثقافة اللياقة البدنية للمرأة في القرن العشرين

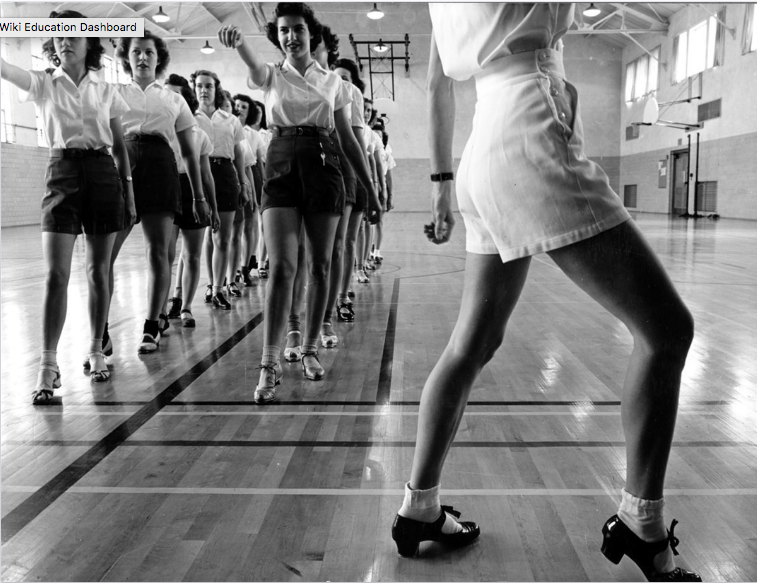
حصة التربية البدنية للسيدات في عشرينيات القرن الماضي

شهد القرن العشرين اتجاهات وتغيرات متعددة في ثقافة لياقة المرأة.

## من 1900 إلى 1920
شاركت النساء خلال القرن التاسع عشر في العديد من أشكال اللياقة الترفيهية. حيث اعتمدت بعض الأنشطة المحددة إلى حد كبير على الثقافة والطبقة الاجتماعية، ولكن بعض الأنشطة شملت ركوب الخيل، والرقص، والتنس، والإصدارات المبكرة من تنس الريشة.
أدت التطورات الاجتماعية والتجارية والعلمية بين عامي 1900 و 1920 إلى زيادة الأنشطة البدنية المتاحة للمرأة الأمريكية. كما ازدهرت فرص المرأة مع بدء نمو شعبية الرياضات المنظمة، كما تم إدخال برامج اللياقة البدنية للفتيات في المدارس. كانت كرة السلة التي اجتاحت المدارس والملاعب في مختلف أنحاء البلاد من بين الرياضات التي تم تقديمها في أميركا في مطلع القرن. حيث كان الرجال في البداية يمارسون هذه الرياضة، لكن  لم يمض وقت طويل بعدها لتجد النساء أيضًا يلعبن كرة السلة في المتنزهات وجمعية الشابات المسيحيات والملاعب والمدارس من رياض الأطفال حتى الجامعات. ومع ذلك، كانت قواعد كرة السلة الخاصة بالنساء مختلفة عن قواعد الرجال بسبب الخوف بسبب الخوف من انهم قد يجهدن أنفسهن أكثر من اللازم، أو ايذاء رحمهن، إذا أصبح اللعب شديدًا.
من الإنجازات الرئيسية الأخرى في حركة اللياقة النسائية المتنامية، حين شاركت النساء لأول مرة في الألعاب الأولمبية.ولقد اعترض بشدة اختصاصيو التوعية البدنية الأميركيون، الذين كان ينظر إليهم بإنهم خبراء في هذا الموضوع في ذلك الوقت، على مشاركة النساء في الألعاب الأوليمبية. وزعموا أن ذلك يسبب اجهادا بدنيا لا لزوم له وقد يخلق انقسامات بين النساء. وعلى الرغم من هذا، وبعد أن رأيت ما كان بوسع اللاعبات والرياضيات الأخريات القيام به، بدأت العديد من النساء في إعادة النظر في قيودهن وقدراتهن الرياضية.

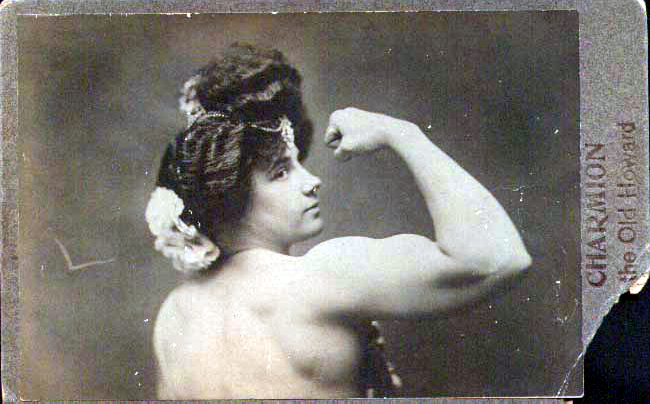
الفنانة الأمريكة لافري فاليه، المعروفة باسم تشارميون

ومن بين التطورات الاجتماعية والتجارية التي شهدها مطلع القرن العشرين نشوء مجموعة من فنانات أُرْجُوحَةُ البَهْلَوان "trapeze artists" اللاتي عرفن باسم «النساء القويات». وفي البداية كنّ موضعاً للانتقاد بسبب معارضتهن للمعايير المجتمعية القائمة على نوع الجنس، لكن مع ظهور السينما سرعان ما أصبحن رمز مشهور جدًا لصحة المرأة. كان لافري فاليه، المعروفة باسم تشارميون، أحد أشهر فناني «أُرْجُوحَةُ البَهْلَوان» في تلك الفترة. تم تصوير عرض أُرْجُوحَةُ البَهْلَوان الخاص بها  في عام 1901 حيث أنتجه توماس إديسون وهو معروف باسم قانون التعري على أُرْجُوحَةُ البَهْلَوان. ويظهر الفيديو الشهير مدته 3 دقائق أن لافري فاليه تتأرجح في الهواء، وتخلع ملابسها بينما تكشف عن عضلات الجزء العلوي من جسدها. مع أداء نساء أكثر قوة مثل فاليه، تم نشر صورهن من خلال الملصقات والبطاقات البريدية في جميع أنحاء الولايات المتحدة. ولقد تحدت هذه الصور المثالية الجمالية للجسد الأنثوي.
وكانت التطورات العلمية في ذلك الوقت تحت قيادة اختصاصيي التوعية البدنية من الذكور الذين كان عملهم يركز على كيفية إنشاء جسم بشري الأكثر كفاءة، سواء من الذكور أو الإناث. وكان تركيزهم على وزن الجسم وشكله. وكانت أبحاثهم تركز على تحديد الجسم المثالي والأكثر كفاءة.

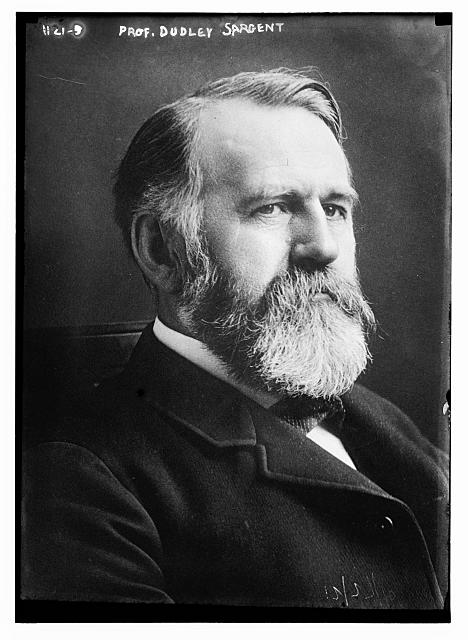
دودلي سارجنت

### دودلي ألين سارجنت
كان دودلي ألين سارجنت أحد أبرز المعلمين اللياقة البدنية في ذلك الوقت، توصل بحثه والعديد من البحوث الأخرى إلى أن الجسم النحيل هو الجسم المثالي، وتعتبر الدهون الغير ضرورية غير فعّالة. لقد انتشرت هذه الفكرة بسرعة، وفي مطلع القرن العشرين الطول الإنثوي المثالي يتراوح بين بين 5'3 'و 5'7' ، اما الوزن فكان ما بين 125-140 رطلاً. أيد سارجنت أن الشكل الأنثوي المثالي للفتيات الصغيرات والناميات هو الصبياني، حيث سهل هذا النوع من الشكل الخارجي للفتيات بالمشاركة في الأنشطة البدنية،  وكثيراً ما كان منتقديه يخشون أن يصبح هذا الشكل الإنثوي الجديد ذكوري أكثر مما ينبغي. ويعتقد سارجنت أن المزيد من ممارسة النشاط البدني من شأنه أن يؤدي في الواقع إلى شكل إنثوي أكثر رشاقة، كما كان يعتقد أن الكورسيه «مشد  لخصر النساء» يبالغ في الملامح الأنثوية ويبتعد عن «الأنوثة الحقيقية»،  كما كان يشعر بأن الجمال الحقيقي يكمن في التناسق و«النموالطبيعي» للشخصية الأنثوية.
وقد نشأ نتيجة ذلك، اهتمام أكبر بمعرفة وزن الشخص والمكان الذي تم تصنيفه وفقًا للمعيارالذي وضعه اختصاصيو التوعية البدنية في ذلك الوقت. وقد أدى القلق بشأن الدهون إلى تحول ثقافي للسيطرة على وزن الشخص ليتوافق مع المعيار.

## من 1920 إلى 1940

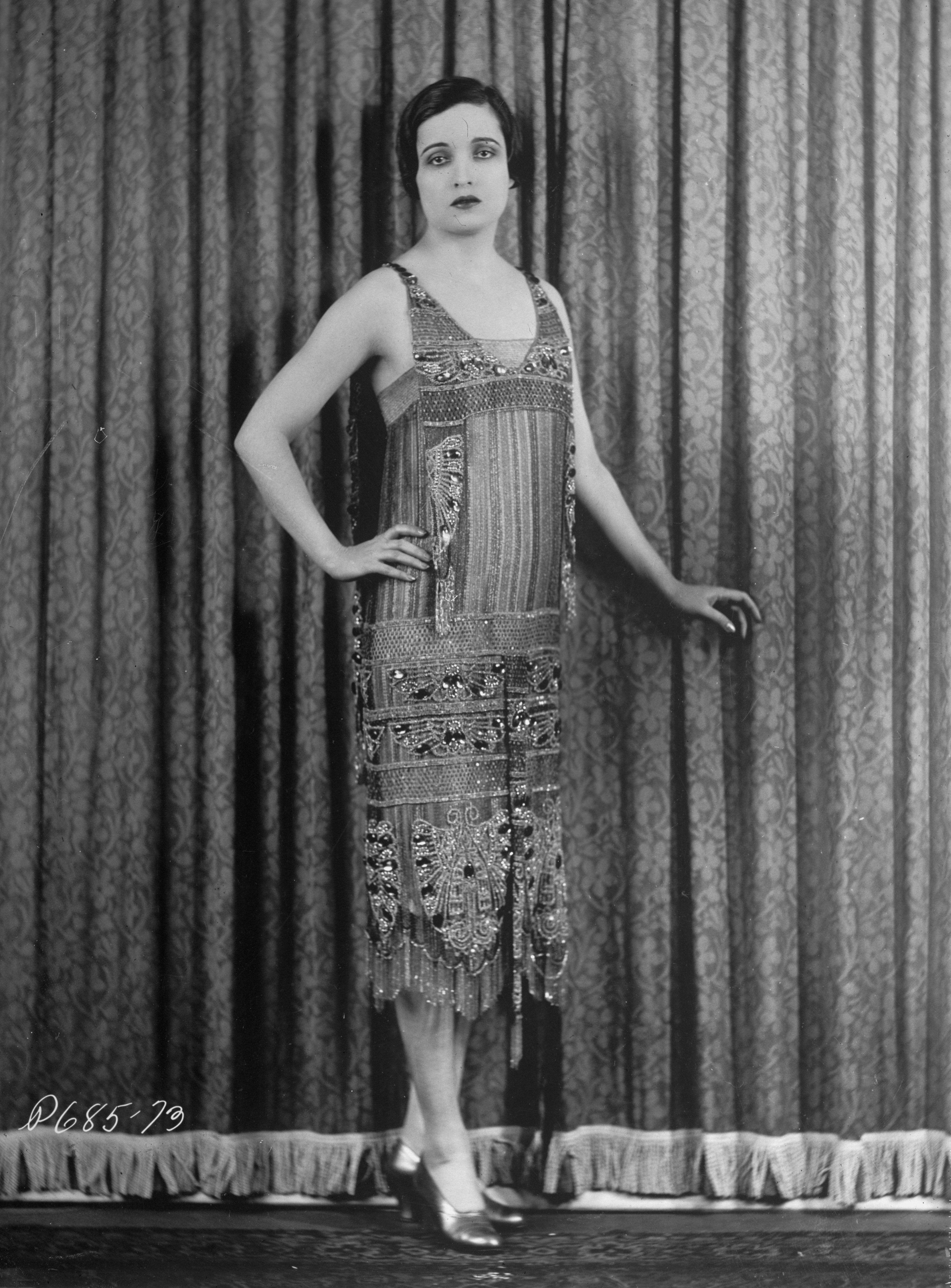
"المرأة الجديدة" أسلوب المرأة الشابة

كانت العشرينات عصراً متقدم لحقوق المرأة، حيث جاءت معارضة المرأة للمثال السابق لل «الجسد الأنثوي». كان جسم «المرأة الجديدة» (كما يطلق عليه في كثير من الأحيان) نحيل وصبياني، على عكس المنحنيات الأنثوية لجسد المرأة في القرن التاسع عشر.ولقد روجت شركات الملابس، وشركات الأغذية، ووسائل الإعلام لهذه الفكرة الجديدة حول النحافة وانتشرت سريعا في كافة أنحاء المجتمع. وأصبح الوزن موضوعاً رائجًا للتدقيق العام، كما فعلت جهود المنظمات الخاصة للتدخل ومساعدة الأشخاص للتوصل إلى الهيئة المثالية للجسم.

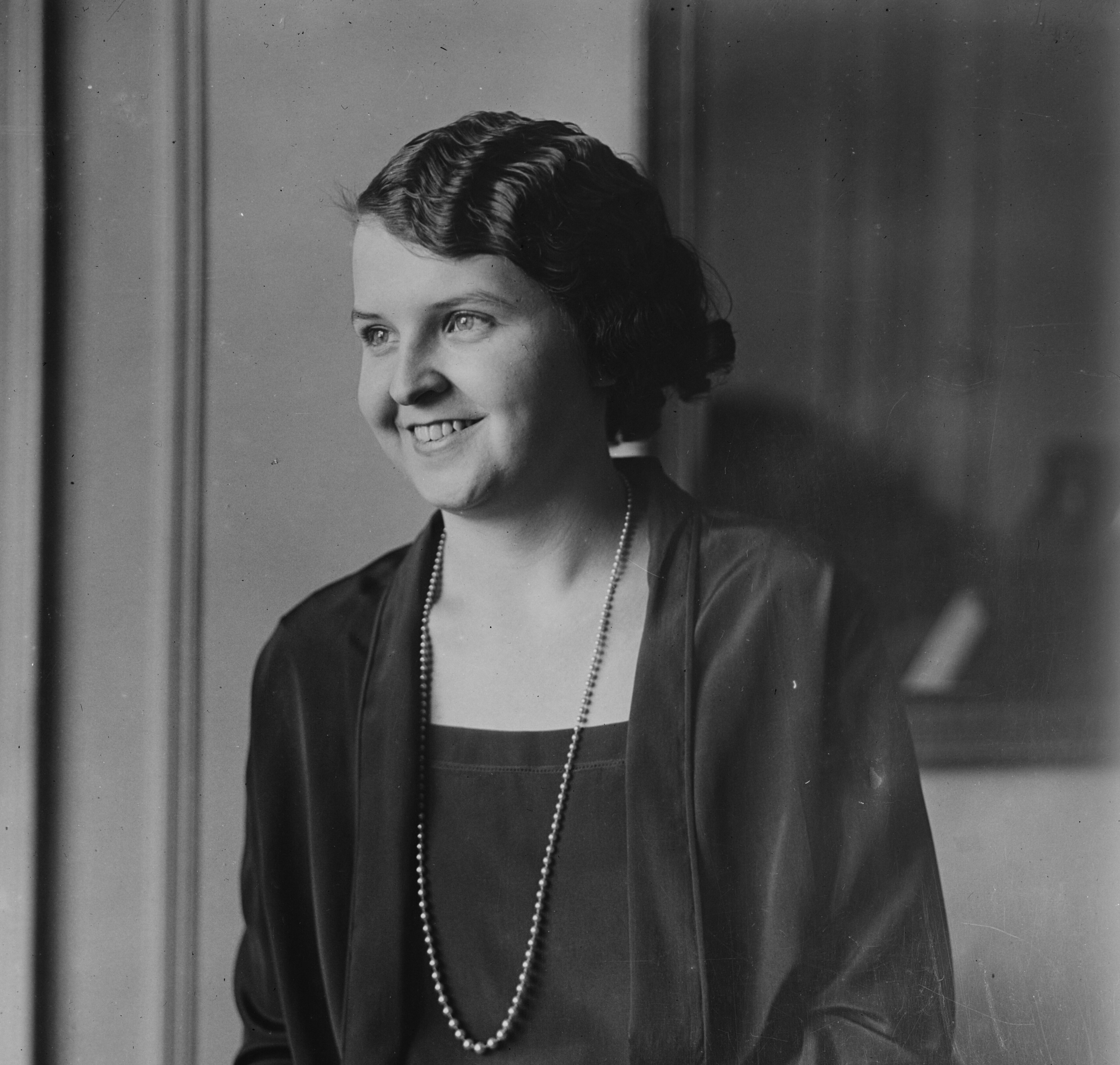
ماريون تالي عام 1927

ومن بين الأمثلة على ذلك الإعلان الذي ذكرفي طبعة نوفمبر 1936 من مجلة Life Magazine التابع لRy-Krisp، وهو عبارة عن رقاقة من عشبة "الجاودار" - من مصنفات القمح"، ويظهر في الإعلان صورة صندوق لRy-Krisp بجانب وعاء من الفاكهة، أما الصورتين الاخرتين كانتا للمغنية الشهيرة ماريون تالي، حيث المدة بين الصورتين 10 سنوات. صورة الأولى من عام 1926 وتظهر تالي قصيرة وبدينة في سن 19 عاما، اما الصورة التالية فهي لقطة لكامل جسد تالي في عام 1936 حيث ظهرت بوزن  107 أرطال وتبدو أصغر مما كانت عليه في عام 1926. يصف الإعلان كيف فقدت ماريون الوزن أثناء ممارسة الرياضة وتناول Ry-Krisps كبديل للخبز.يستمر الإعلان في توضيح أن Ry-Krisps عبارة عن طعام غير تسمين ويمكن تناوله في أي وجبة.
مع سعي النساء للحصول على أجسام نحيفة زادت مشاكل اضطرابات الأكل وخاصة فقدان الشهية. وتعقتدن النساء أيضا أنه من الممكن أن يصبحن «نحيفات جدًا» وهو أمر غير مرغوب فيه أيضًا. فلن يتم الحصول على الوزن النحيف من خلال عادات الأكل الصارمه فحسب، ولكن يتم التشجيع على التدريبات الأساسية في المنزل للنساء للمحافظة وتطوير «الجسم النحيل». من إحدى الطرق التي تم الإعلان عنها بشكل شائع لفقدان الوزن كانت الرقص على تسجيلات «مخفضه» للتمارين الهوائية. تم ارفاق صورقبل وبعد لإظهار النتائج التي يجب أن يتوقعها النساء.
وفي هذا الوقت الثقافات الأمريكية من أصل أفريقي  منفصلة عن الثقافتين البيضاء إلى حد كبير، ولكن الترويج للتمارين الرياضية، ومثال الجسم النحيف، في كلتا الثقافتين. في الثقافة السوداء كانت النساء اللاتي يتمتعن بهيئات صحية ملائمة (كما هي الحال مع البيض) مرتبطين بكونهن وطنيات، وكحريات، وجديرة بالثقة، وثراء ارتبطت النساء اللواتي يتمتعن بأجساد صحية وصالحة بكونهن وطنيات، وجميلات، وجديرات بالثقة، وثريات. تم الترويج لممارسة الرياضة لإنقاص الوزن وتحقيق هذه الفكرة «الجسد االنحيل».

## من 1940 إلى 1960
بعد الحرب العالمية الثانية، عادت بعض النساء إلى الحياة المنزلية، بينما فضّلن أخريات مواصلة العمل. حيث أصبحت المرأة تشارك بشكل متزايد في الرياضة، ولم يمض وقت طويل بعد الحرب حتى تم إنشاء أول ثورة رياضية نسائية، والتي سمحت بمزيد من الحقوق للرياضيات والمدربات. أما بالنسبة للنساء الغير مهتمات بالانضمام إلى الفرق الرياضية، فلقد استمرت المجلات في تقديم لهن العديد من المقالات ذات عدة نصائح حول كيفية الحفاظ على لياقتهن البدنية، بما في ذلك تمارين بسيطة، أو برامج لياقة بدنية معروفة للانضمام لها. كما استفادت بعض المقالات من الاستقلال الذي حصلت عليه المرأة من جديد، حيث قدمت برامج تمارين تجعلهن قويات بما يكفي للمساعدة في أداء «عمل الرجال» أو العمل الشاق في أوقات الطوارئ، وقدمت مقالات أخرى برامج لياقة بدنية بعد ساعات العمل للسيدات العاملات، فيما استهدف البعض الأم في المنزل وكيف يمكن أن تضم اللياقة البدنية في روتينها اليومي دون إنفاق فلس واحد. خلال أواخر الأربعينيات من القرن الماضي، قدمت«بدلات التمارين» الخاصة التي تشبه ملابس السباحة في ذلك الوقت، في روتين اللياقة البدنية اليومية للمرأة.
وقد أعلن في المجلات عن وسائل مختلفة لمساعدة المرأة في أن تصبح نحيلة.
في الثامن من يناير عام 1940، كتبت مجلة Life Magazine عن تسجيلات صوتية (إسطوانات فونوغرافية) جديده أنتجتها شركة RCA Records.احتوى ت الاسطوانة على 19 تمرينًا مختلفًا تهدف إلى مساعدة النساء على خوض «معركة ضد دهون الجسم المتزايدة». تم إنشاء التمارين الواردة في الإسطوانات من قبل واندا بوومان ويلسون (مدربة اللياقة البدنية في نيويورك)، كانت التدريبات تهدف بشكل خاص إلى تنحيف الوركين من خلال حركات مختلفة مثل الركلات العالية، والاندفاع، والقرفصاء، وقدم البرنامج وعد بالمساعدة في إزالة سنتيمترات من الدهون الزائدة في منطقة الورك.
تذكر في طبعة 4 نوفمبر 1940 من مجلة Life مقالًا صغيرًا عن MacLevy «صالونات التخسيس».عرض المقال صورًا للرائدة في علم النفس الجسدي بات أوغدن على مختلف آلات التنحيف، كا عرض صور لاوغدن ونساء اخريات يستخدمن الآلات على عضلات الساق والفخذين والكاحلين والمعدة والظهر والوركين لإزالة الدهون الزائدة على أجسادهن.
كما تضمنت مجلة التدبير المنزلي الجيد مقالات تنصح النساء بكيفية «تغيير شكل أجسادهن». غطت المقالات تمارين تهدف إلى مساعدة النساء على تحسين وضعهن، وتنحيف وركهن وكاحلهن دون ترقيق وجوههن، وكذلك توسيع صدرهن مع تضييق خصرهن وأذرعهن. تم ذكرالحمية الغذائية في اقتراحات التمرين وكانت معظم التمارين مجرد تمديدات بسيطة للجسم.
نشرت مجلة Ladies 'Home Journal مقالاً في فبراير من عام 1941 حول الصحة والجمال من منظور الدكتور تي إيه بيرسون وابنه الدكتور جي آر بيرسون. يقدم الطبيبان في المقال نصائح للنساء حول كيفية الحفاظ على رشاقتهن، ويشجعوا النساء على اتباع «نظام غذائي بسيط للتخسيس» بدلاً من اتباع حمية غذائية عصرية. كما يقترحون أنه من الأفضل للنساء أن يكون وزنهن أقل من الوزن الزائد. ووضحوا كيف أن أحد أفضل التمارين للمرأة هي واجباتها المنزلية، وإلى جانب تلك لا تحتاج إلى القيام بمزيد من التمارين.

## 1960 إلى 1980

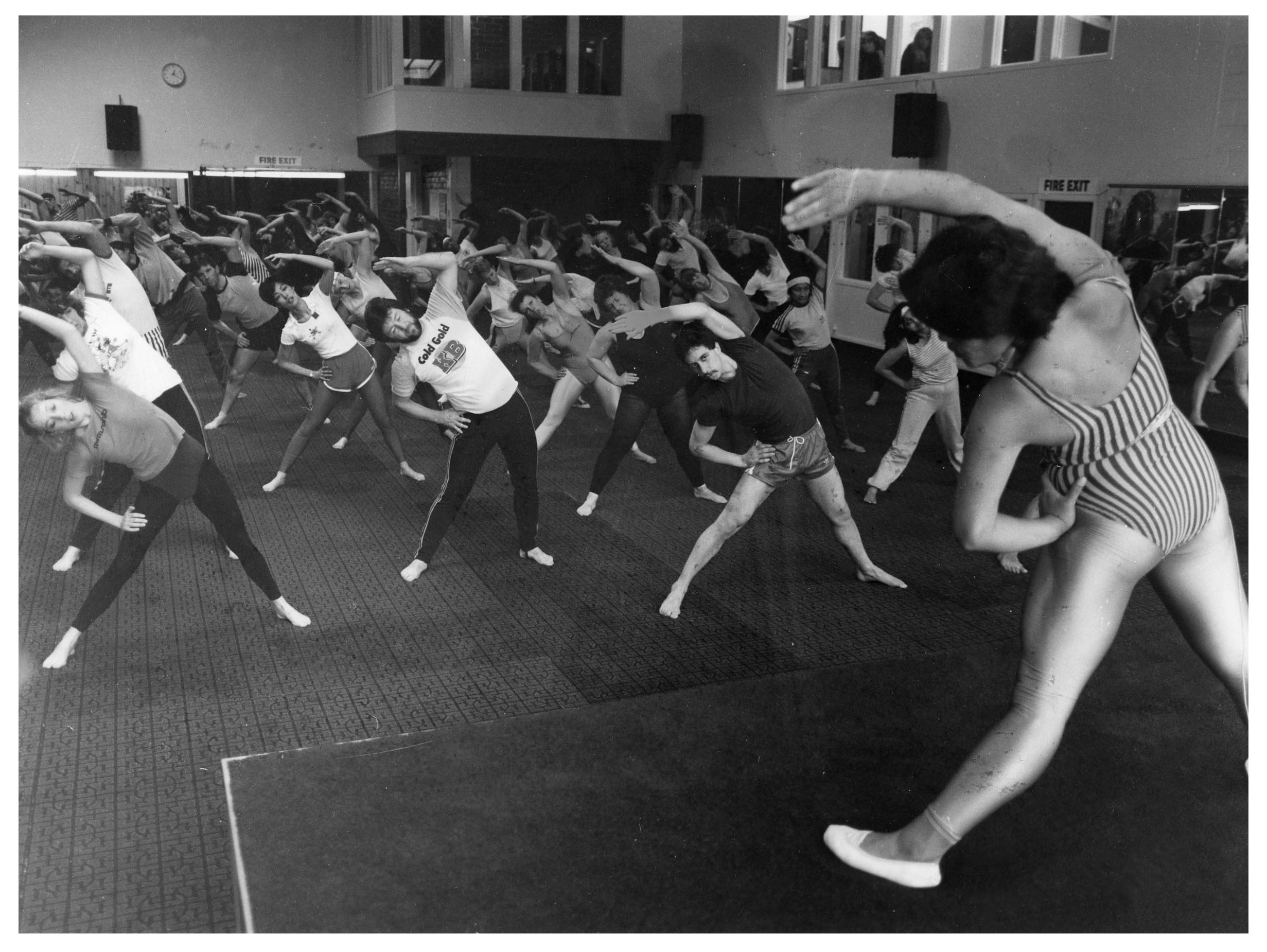
فصل جازركس(شركة امتياز للياقة البدنية للرقص) عام 1983

كان الهدف من التمرين في أواخر الستينيات هو الحفاظ على شكل أنيق بالإضافة إلى زيادة المرونة وبشكل عام الرفاهية . تهدف هذه التمارين إلى شد الساقين وتقوية القلب والذراعين مع تحسين المرونة والرشاقة. تضمنت بعض التمارين حركات القرفصاء الأساسية مع الركبتين معًا، ومواقف الباليه مثل حمل الأرابيسك، وتنويعات في الاعتصام، وتكرار رفع الساق  أصبحت حبوب الحمية الغذائية أكثر سهولة في الستينيات. ففي عام 1968، كانت قصة غلاف مجلة Life تتحدث عن فضيحة حبوب الحمية الغذائية. سلط المقال الضوء على مجموعة متزايدة من «الأطباء البدناء» الذين يعالجون النساء «البدينات». حيث يصف هؤلاء «الأطباء البدناء» مجموعة متنوعة من الحبوب التي تهدف إلى مساعدة النساء في إنقاص الوزن. حيث أصبحت فضيحة بعد ما ازداد عدد النساء اللاتي يفقدن حياتهن بسبب الاستخدام الخاطئ للحبوب. قامت مراسلة مجلة لايف سوزان ماكبي بالذهاب متخفية لمعرفة المزيد عن «الأطباء البدينين» وطريقة وصف حبوب الحمية للمقال.على الرغم من أن ماكبي كانت بعيدة عن الوزن الزائد حيث كانت 5'5 بوصات ووزنها 125 رطلاً، لكنها رأت «طبيب سمين» يصف حبوب الحمية لمساعدتها على إنقاص الوزن.

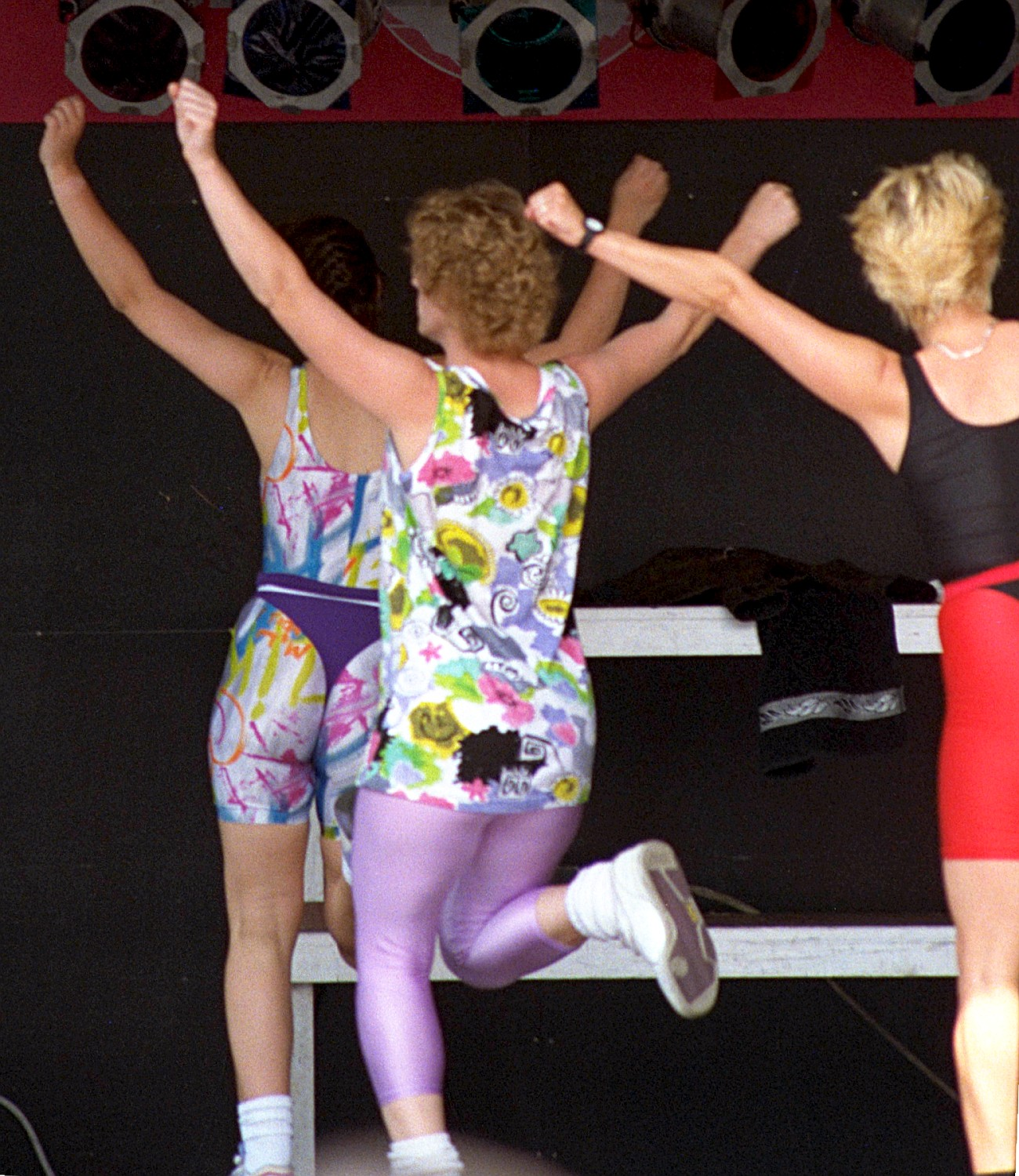
النساء المشاركات في التمارين الهوائية

مع ظهور قانون اتحادي للحقوق المدنية في الولايات المتحدة الأمريكية وتطور الحركة النسوية، بدأن النساء في لعب دور أكثر بروزًا في التمارين، وخاصة التمارين الرياضية الهوائية. جاكي سورنسن وجودي ميسيت هما امرأتان احتلتا الصدارة في ممارسة التمارين الهوائية في حقبة السبعينيات والثمانينيات. كانت كلاهما راقصتين وابتكروا برامج تمارين رياضية تجمع بين التمارين الهوائية والرقص. أسست جاكي سورنسن شركة Aerobic Dancing Inc. والتي بدأت كبرنامج تلفزيوني في عام 1969، وتحول فيما بعد إلى كتاب به أشرطة صوتية وشرائط فيديو. بحلول عام 1981، كان هناك أربعة آلاف وسبعون مدربًا في التمارين الرياضية في الخمس وأربعين ولاية.. بدأت جودي ميسيت شركة Jazzercise  للياقة البدنية والرقص في عام 1969. استخدمت مسجل الفيديو لبيع تمارين الرقص الروتينية للمدربين مدفوعي الأجر في جميع أنحاء البلاد. كما كتبت كتابًا ذائع الصيت بعنوان Jazzercise: A Fun Way to Fitness (طريقة ممتعة للياقة البدنية)، في عام 1978. طوال فترة السبعينيات والثمانينيات ظهر نجوم للياقة البدنية الهوائية مثل مارثا راوندز وديبي روزاس ونانسي سترونج وجيلدا ماركس. ينشرون التمارين الهوائية مثل التمارين الرياضية للرقص للنساء في جميع أنحاء الولايات المتحدة.
في أوائل السبعينيات، استمرت برامج اللياقة البدنية التجارية في الانتشار. حيث يتباهى المرء بالنتائج في 3 أيام فقط، من خلال أداء 5 دقائق فقط من تمارين البطن في اليوم. الصور السابقة تصور امرأة حزينة قصيرة وبدينة، في حين أن صورة «بعد 14 يومًا» تظهرها بخصر نحيل للغاية وذراعان متناسقان وصدر كبير وابتسامة مشرقة.

## 1980 إلى 2000
خلال حقبة الثمانينيات، تم بيع أشرطة الفيديو للسماح للنساء بممارسة الرياضة في المنزل. كانت جين فوندا مدربة تمارين فيديو شهيرة. تميزت معظم برامجها بالتمارين الرياضية الهوائية. أظهر التلفزيون العام Body Electric ، الذي كان عبارة عن تمارين رياضية هوائية بالإضافة إلى تدريب عضلي. عادةً ما تحتوي إرشادات البث هذه على تعليمات مثل «لا تنس أن تتنفس» أو «هذا الجزء رائع بالنسبة إلى العَضَلات الألَويّة». وكما تبعت التدريبات بأغاني شعبية. بعدها سرعان ما كان هناك شريط فيديو لكل نوع من التمارين. كان ريتشارد سيمونز مشهورًا لأنه فقد قدرًا كبيرًا من الوزن. كانت عروض الفيديو الخاصة به محفزة للغاية للمشاهدين من جميع الأنواع.